# Clasificación para la Copa Africana de Naciones de 2021
La clasificación para la Copa Africana de Naciones 2021 fue un torneo organizado por la Confederación Africana de Fútbol (CAF) para decidir los equipos que participarán de la Copa Africana de Naciones 2021. Selecciones como Eritrea y Somalia decidieron no participar.

## Sorteo
El sorteo tuvo lugar el 18 de julio de 2019, a las 18:30 UTC + 2, en El Cairo, Egipto. Un total de 52 equipos participaron en el torneo, incluido el anfitrión Camerún.

## Ronda preliminar
Los 4 ganadores avanzaron a la fase de grupos para unirse a los 44 equipos que ingresaron directamente.
| Equipo 1      | Agr.        | Equipo 2              | Ida | Vuelta |
| ------------- | ----------- | --------------------- | --- | ------ |
| Liberia       | 1–1 (4–5 p) | Chad                  | 1–0 | 0–1    |
| Sudán del Sur | 3–1         | Seychelles            | 2–1 | 1–0    |
| Mauricio      | 2–5         | Santo Tomé y Príncipe | 1–3 | 1–2    |
| Yibuti        | 2–2 (2–3 p) | Gambia                | 1–1 | 1–1    |

| 9 de octubre de 2019 | Liberia       | 1:0 (1:0) | Chad | Samuel Kanyon Doe, Paynesville          |                                         |
| 16:00 (UTC±0)        | - Sherman 43' | Reporte   |      | Árbitro(s): Gilberto Antonio dos Santos | Árbitro(s): Gilberto Antonio dos Santos |

| 13 de octubre de 2019 | Chad | 1:0 (0:0) (5:4 p.)         | Liberia                                            | Idriss Mahamat Ouya, Yamena            |                                        |
| 14:00 (UTC+1)         | - N'Douassel 54'                                                                                              | Reporte                    |                                                    | Árbitro(s): Santillan Costa dos Santos | Árbitro(s): Santillan Costa dos Santos |
|                       | | Tiros desde el punto penal |                                                    |                                        |                                        |
|                       | Acierto de penal · Acierto de penal · Fallo de penal · Acierto de penal · Acierto de penal · Acierto de penal |                            | - Nimely - Saygbe - Njie - Sherman - Dorley - Swen |                                        |                                        |

El ganador se incorporó al Grupo A.

| 9 de octubre de 2019 | Sudán del Sur         | 2:1 (2:1) | Seychelles    | Estadio Al Merreikh, Omdurmán, Sudán |                                 |
| 16:00 (UTC+2)        | - Thok 20' - Kuch 44' | Reporte   | - 12' Hoareau | Árbitro(s): Emmanuel Mwandembwa      | Árbitro(s): Emmanuel Mwandembwa |

| 13 de octubre de 2019 | Seychelles | 0:1 (0:0) | Sudán del Sur | Estadio Linité, Victoria      |                               |
| 16:00 (UTC+4)         |            | Reporte   | - 72' Kuch    | Árbitro(s): Mohamed Athoumani | Árbitro(s): Mohamed Athoumani |

El ganador se incorporó al Grupo B.

| 9 de octubre de 2019 | Mauricio        | 1:3 (1:1) | Santo Tomé y Príncipe       | Estadio Anjalay, Belle Vue Maurel |                                  |
| 17:00 (UTC+4)        | - Perticots 40' | Reporte   | - 45', 60' Leal - 65' Silva | Árbitro(s): Ibrahim Tsimanohitsy  | Árbitro(s): Ibrahim Tsimanohitsy |

| 13 de octubre de 2019 | Santo Tomé y Príncipe     | 2:1 (2:1) | Mauricio            | Estadio Nacional 12 de Julho, Santo Tomé |                                  |
| 16:00 (UTC±0)         | - Barbeiro 11' - Leal 27' | Reporte   | - 45' (pen.) Nazira | Árbitro(s): Prince Arcy Dongombe         | Árbitro(s): Prince Arcy Dongombe |

El ganador se incorporó al Grupo C.

| 9 de octubre de 2019 | Yibuti            | 1:1 (0:0) | Gambia       | Estadio El Hadj Hassan Gouled, Yibuti |                                 |
| 19:00 (UTC+3)        | - Mbye 59' (a.g.) | Reporte   | - 90' Sanneh | Árbitro(s): Ibrahim Nour El Din       | Árbitro(s): Ibrahim Nour El Din |

| 13 de octubre de 2019 | Gambia                                     | 1:1 (1:1) (3:2 p.)         | Yibuti                                                                                 | Estadio Independencia, Bakau |                             |
| 16:00 (UTC±0)         | - Jallow 45+3'                             | Reporte                    | - 10' (pen.) Mahabeh                                                                   | Árbitro(s): Mahamadou Keita  | Árbitro(s): Mahamadou Keita |
|                       |                                            | Tiros desde el punto penal |                                                                                        |                              |                             |
|                       | - Barrow - Colley - Ceesay - Ngum - Jallow |                            | Fallo de penal · Acierto de penal · Acierto de penal · Fallo de penal · Fallo de penal |                              |                             |

El ganador se incorporó al Grupo D.

## Fase de grupos
Los 48 equipos se dividieron en 12 grupos de cuatro equipos (del Grupo A al Grupo L). Los equipos clasificados directamente fueron 44, además de los 4 ganadores de la ronda preliminar cuya identidad no se conocía en el momento del sorteo.
El anfitrión de la Copa Africana de Naciones 2022, Camerún, participará en las clasificatorias aunque tiene su cupo garantizado en la final, independientemente de su clasificación en el grupo. Sus partidos y resultados contarán para determinar la clasificación de los otros equipos de su grupo.

### Grupo A
| Selección | Pts. | PJ | PG | PE | PP | GF | GC | Dif |
| --------- | ---- | -- | -- | -- | -- | -- | -- | --- |
| Malí      | 13   | 6  | 4  | 1  | 1  | 10 | 4  | 6   |
| Guinea    | 11   | 6  | 3  | 2  | 1  | 8  | 5  | 3   |
| Namibia   | 9    | 6  | 3  | 0  | 3  | 8  | 7  | 1   |
| Chad      | 1    | 6  | 0  | 1  | 5  | 2  | 12 | −10 |

| 13 de noviembre de 2019, 18:00 (UTC+2) | Namibia                               | 2:1 (0:0)                     | Chad             | Estadio Sam Nujoma, Windhoek      |                                   |
|                                        | - Adoassou 66' (a.g.) - Katjiukua 77' | CAF Reporte Soccerway Reporte | - 68' N'Douassel | Árbitro(s): Mohamed Diraneh Guedi | Árbitro(s): Mohamed Diraneh Guedi |

| 14 de noviembre de 2019, 19:00 (UTC±0) | Malí                               | 2:2 (0:0)                     | Guinea                     | Estadio del 26 de Marzo, Bamako   |                                   |
|                                        | - A. Traoré 56' - Sylla 71' (a.g.) | CAF Reporte Soccerway Reporte | - 66' N. Keïta - 75' Condé | Árbitro(s): Noureddine El Jaafari | Árbitro(s): Noureddine El Jaafari |

| 17 de noviembre de 2019, 14:00 (UTC+1) | Chad | 0:2 (0:2)                     | Malí                         | Idriss Mahamat Ouya, Yamena |                          |
|                                        |      | CAF Reporte Soccerway Reporte | - 14' Djenepo - 45+4' Camara | Árbitro(s): Dahane Beida    | Árbitro(s): Dahane Beida |

| 17 de noviembre de 2019, 16:00 (UTC±0) | Guinea                  | 2:0 (1:0)                     | Namibia | Estadio del 28 de Septiembre, Conakry |                             |
|                                        | - Sylla 42' - Kanté 70' | CAF Reporte Soccerway Reporte |         | Árbitro(s): Kouassi Attisso           | Árbitro(s): Kouassi Attisso |

| 11 de noviembre de 2020, 17:00 (UTC±0) | Guinea       | 1:0 (1:0)                     | Chad | Estadio del 28 de Septiembre, Conakry              |                                                    |
|                                        | - Camara 45' | CAF Reporte Soccerway Reporte |      | Asistencia: 0 espectadores Árbitro(s): Mohamed Eid | Asistencia: 0 espectadores Árbitro(s): Mohamed Eid |

| 13 de noviembre de 2020, 20:00 (UTC±0) | Malí               | 1:0 (1:0)                     | Namibia | Estadio del 26 de Marzo, Bamako                           |                                                           |
|                                        | - Touré 33' (pen.) | CAF Reporte Soccerway Reporte |         | Asistencia: 0 espectadores Árbitro(s): Mohamed Ali Moussa | Asistencia: 0 espectadores Árbitro(s): Mohamed Ali Moussa |

| 15 de noviembre de 2020, 17:00 (UTC+1) | Chad             | 1:1 (1:1)                     | Guinea      | Idriss Mahamat Ouya, Yamena                            |                                                        |
|                                        | - Abderamane 44' | CAF Reporte Soccerway Reporte | - 23' Keïta | Asistencia: 0 espectadores Árbitro(s): Boureima Sanogo | Asistencia: 0 espectadores Árbitro(s): Boureima Sanogo |

| 17 de noviembre de 2020, 20:00 (UTC+1) | Namibia        | 1:2 (1:2)                     | Malí                      | Estadio Sam Nujoma, Windhoek                               |                                                            |
|                                        | - Kambindu 39' | CAF Reporte Soccerway Reporte | - 12' Koïta - 37' Doumbia | Asistencia: 0 espectadores Árbitro(s): Ali Mohamed Adelaid | Asistencia: 0 espectadores Árbitro(s): Ali Mohamed Adelaid |

| 24 de marzo de 2021, 16:00 (UTC±0) | Guinea       | 1:0 (0:0)                     | Malí | Estadio del 28 de Septiembre, Conakry |                              |
|                                    | - Soumah 75' | CAF Reporte Soccerway Reporte |      | Árbitro(s): Youssef Essrayri          | Árbitro(s): Youssef Essrayri |

| Cancelado | Chad | 0:3                           | Namibia |  |  |
|           |      | CAF Reporte Soccerway Reporte |         |  |  |

| Cancelado | Malí | 3:0                           | Chad |  |  |
|           |      | CAF Reporte Soccerway Reporte |      |  |  |

| 28 de marzo de 2021, 15:00 (UTC+2) | Namibia                           | 2:1 (1:1)                     | Guinea     | Estadio Sam Nujoma, Windhoek |                             |
|                                    | - Shalulile 45+2' - Shalulile 77' | CAF Reporte Soccerway Reporte | - 17' Kane | Árbitro(s): Norman Matemera  | Árbitro(s): Norman Matemera |

### Grupo B
| Selección     | Pts. | PJ | PG | PE | PP | GF | GC | Dif |
| ------------- | ---- | -- | -- | -- | -- | -- | -- | --- |
| Burkina Faso  | 12   | 6  | 3  | 3  | 0  | 6  | 2  | 4   |
| Malaui        | 10   | 6  | 3  | 1  | 2  | 4  | 5  | −1  |
| Uganda        | 8    | 6  | 2  | 2  | 2  | 3  | 2  | 1   |
| Sudán del Sur | 3    | 6  | 1  | 0  | 5  | 2  | 6  | −4  |

| 13 de noviembre de 2019, 15:00 (UTC+2) | Malaui       | 1:0 (0:0)                     | Sudán del Sur | Estadio Kamuzu, Blantyre              |                                       |
|                                        | - Mhango 68' | CAF Reporte Soccerway Reporte |               | Árbitro(s): Pacifique Ndabihawenimana | Árbitro(s): Pacifique Ndabihawenimana |

| 13 de noviembre de 2019, 19:00 (UTC±0) | Burkina Faso | 0:0                           | Uganda | Estadio del 4 de Agosto, Uagadugú |                             |
|                                        |              | CAF Reporte Soccerway Reporte |        | Árbitro(s): Nabil Boukhalfa       | Árbitro(s): Nabil Boukhalfa |

| 17 de noviembre de 2019, 15:00 (UTC+2) | Sudán del Sur | 1:2 (0:2)                     | Burkina Faso     | Estadio de Jartum, Jartum, Sudán |                                |
|                                        | - Pawaar 90'  | CAF Reporte Soccerway Reporte | - 20', 40' Bancé | Árbitro(s): Tsegay Teklu Mogos   | Árbitro(s): Tsegay Teklu Mogos |

| 17 de noviembre de 2019, 16:00 (UTC+3) | Uganda                | 2:0 (1:0)                     | Malaui | Estadio Nelson Mandela, Kampala        |                                        |
|                                        | - Okwi 29' - Bayo 68' | CAF Reporte Soccerway Reporte |        | Árbitro(s): Mahmood Ali Mahmood Ismail | Árbitro(s): Mahmood Ali Mahmood Ismail |

| 12 de noviembre de 2020, 14:00 (UTC+3) | Uganda        | 1:0 (0:0)                     | Sudán del Sur | Estadio St Mary's Kitende, Entebbe |                             |
|                                        | - Lwaliwa 86' | CAF Reporte Soccerway Reporte |               | Árbitro(s): Messie Nkounkou        | Árbitro(s): Messie Nkounkou |

| 12 de noviembre de 2020, 20:00 (UTC±0) | Burkina Faso                | 3:1 (2:0)                     | Malaui             | Estadio del 4 de Agosto, Uagadugú |                          |
|                                        | - Traoré 2', 25' - Dabo 90' | CAF Reporte Soccerway Reporte | - 81' (pen.) Phiri | Árbitro(s): Dahane Beida          | Árbitro(s): Dahane Beida |

| 16 de noviembre de 2020, 15:00 (UTC+2) | Malaui | 0:0                           | Burkina Faso | Estadio Kamuzu, Blantyre    |                             |
|                                        |        | CAF Reporte Soccerway Reporte |              | Árbitro(s): Souleiman Djama | Árbitro(s): Souleiman Djama |

| 16 de noviembre de 2020, 16:00 (UTC+3) | Sudán del Sur       | 1:0 (1:0)                     | Uganda | Estadio Nacional Nyayo, Nairobi, Kenia |                                        |
|                                        | - Okello 35' (pen.) | CAF Reporte Soccerway Reporte |        | Árbitro(s): Djindo Louis Houngnandande | Árbitro(s): Djindo Louis Houngnandande |

| 24 de marzo de 2021, 16:00 (UTC+3) | Uganda | 0:0                           | Burkina Faso | Estadio St Mary's Kitende, Entebbe |                            |
|                                    |        | CAF Reporte Soccerway Reporte |              | Árbitro(s): Bakary Gassama         | Árbitro(s): Bakary Gassama |

| 24 de marzo de 2021, 16:00 (UTC+3) | Sudán del Sur | 0:1 (0:0)                     | Malaui      | Estadio Al-Hilal, Omdurmán, Sudán |                            |
|                                    |               | CAF Reporte Soccerway Reporte | - 47' Mbulu | Árbitro(s): Anthony Ogwayo        | Árbitro(s): Anthony Ogwayo |

| 29 de marzo de 2021, 18:00 (UTC+2) | Malaui      | 1:0 (1:0)                     | Uganda | Estadio Nacional Bingu, Lilongüe |                           |
|                                    | - Mbulu 15' | CAF Reporte Soccerway Reporte |        | Árbitro(s): Celso Alvação        | Árbitro(s): Celso Alvação |

| 29 de marzo de 2021, 16:00 (UTC±0) | Burkina Faso | 1:0 (0:0)                     | Sudán del Sur | Estadio del 4 de Agosto, Uagadugú |                              |
|                                    | - Traoré 50' | CAF Reporte Soccerway Reporte |               | Árbitro(s): George Rogers JR      | Árbitro(s): George Rogers JR |

### Grupo C
| Selección             | Pts. | PJ | PG | PE | PP | GF | GC | Dif |
| --------------------- | ---- | -- | -- | -- | -- | -- | -- | --- |
| Ghana                 | 13   | 6  | 4  | 1  | 1  | 9  | 3  | 6   |
| Sudán                 | 12   | 6  | 4  | 0  | 2  | 9  | 3  | 6   |
| Sudáfrica             | 10   | 6  | 3  | 1  | 2  | 8  | 7  | 1   |
| Santo Tomé y Príncipe | 0    | 6  | 0  | 0  | 6  | 3  | 16 | −13 |

| 13 de noviembre de 2019, 21:00 (UTC+2) | Sudán                                                     | 4:0 (2:0)                 | Santo Tomé y Príncipe | Estadio Al-Hilal, Omdurmán     |                                |
|                                        | - Agab 7' - Hamid 44' - Diogo 62' (a.g.) - El-Rasheed 77' | Reporte Soccerway Reporte |                       | Árbitro(s): Mohamed Ali Moussa | Árbitro(s): Mohamed Ali Moussa |

| 14 de noviembre de 2019, 19:00 (UTC±0) | Ghana                    | 2:0 (1:0)                     | Sudáfrica | Cape Coast Sports Stadium, Cape Coast |                              |
|                                        | - Partey 36' - Kudus 80' | CAF Reporte Soccerway Reporte |           | Árbitro(s): Mustapha Ghorbal          | Árbitro(s): Mustapha Ghorbal |

| 17 de noviembre de 2019, 15:00 (UTC+2) | Sudáfrica   | 1:0 (1:0)                     | Sudán | Estadio Orlando, Soweto        |                                |
|                                        | - Phiri 45' | CAF Reporte Soccerway Reporte |       | Árbitro(s): Eric Otogo-Castane | Árbitro(s): Eric Otogo-Castane |

| 18 de noviembre de 2019, 16:00 (UTC±0) | Santo Tomé y Príncipe | 0:1 (0:0)                     | Ghana                | Estadio Nacional 12 de Julho, Santo Tomé |                                     |
|                                        |                       | CAF Reporte Soccerway Reporte | - 50' (pen.) J. Ayew | Árbitro(s): Messie Nkounkou Mvoutou      | Árbitro(s): Messie Nkounkou Mvoutou |

| 12 de noviembre de 2020, 17:00 (UTC±0) | Ghana              | 2:0 (1:0)                     | Sudán | Cape Coast Sports Stadium, Cape Coast                   |                                                         |
|                                        | - A. Ayew 19', 81' | CAF Reporte Soccerway Reporte |       | Asistencia: 0 espectadores Árbitro(s): Maguette N'Diaye | Asistencia: 0 espectadores Árbitro(s): Maguette N'Diaye |

| 13 de noviembre de 2020, 20:00 (UTC+2) | Sudáfrica                    | 2:0 (0:0)                     | Santo Tomé y Príncipe | Estadio Soccer City, Johannesburgo                      |                                                         |
|                                        | - Tau 55' (pen.) - Zungu 90' | CAF Reporte Soccerway Reporte |                       | Asistencia: 0 espectadores Árbitro(s): Thulani Sibandze | Asistencia: 0 espectadores Árbitro(s): Thulani Sibandze |

| 16 de noviembre de 2020, 14:00 (UTC+1) | Santo Tomé y Príncipe     | 2:4 (1:1)                     | Sudáfrica                       | Estadio Nacional 12 de Julho, Santo Tomé                      |                                                               |
|                                        | - Jocy 12' - Harramiz 75' | CAF Reporte Soccerway Reporte | - 39', 87' Zwane - 70', 88' Tau | Asistencia: 0 espectadores Árbitro(s): Younoussa Tawel Camara | Asistencia: 0 espectadores Árbitro(s): Younoussa Tawel Camara |

| 17 de noviembre de 2020, 16:00 (UTC+3) | Sudán         | 1:0 (0:0)                     | Ghana | Estadio Al-Hilal, Omdurmán                          |                                                     |
|                                        | - Raman 90+2' | CAF Reporte Soccerway Reporte |       | Asistencia: 0 espectadores Árbitro(s): Joshua Bondo | Asistencia: 0 espectadores Árbitro(s): Joshua Bondo |

| 24 de marzo de 2021, 13:00 (UTC±0) | Santo Tomé y Príncipe | 0:2 (0:1)                     | Sudán                         | Estadio Nacional 12 de Julho, Santo Tomé |                               |
|                                    |                       | CAF Reporte Soccerway Reporte | - 27' Abdel Raman - 55' Malik | Árbitro(s): Samuel Pwadutakam            | Árbitro(s): Samuel Pwadutakam |

| 25 de marzo de 2021, 18:00 (UTC+2) | Sudáfrica | 1:1 (0:0)                     | Ghana       | Estadio Soccer City, Johannesburgo |                                   |
|                                    | - Tau 51' | CAF Reporte Soccerway Reporte | - 49' Kudus | Árbitro(s): Bamlak Tessema Weyesa  | Árbitro(s): Bamlak Tessema Weyesa |

| 28 de marzo de 2021, 16:00 (UTC±0) | Ghana                               | 3:1 (2:0)                     | Santo Tomé y Príncipe | Cape Coast Sports Stadium, Cape Coast |                                   |
|                                    | - Opoku 12' - Ayew 31' - Rahman 60' | CAF Reporte Soccerway Reporte | - 83' Iniesta         | Árbitro(s): Souleiman Ahmed Djama     | Árbitro(s): Souleiman Ahmed Djama |

| 28 de marzo de 2021, 18:00 (UTC+2) | Sudán                   | 2:0 (2:0)                     | Sudáfrica | Estadio Al-Hilal, Omdurmán             |                                        |
|                                    | - Bakhit 5' - Raman 32' | CAF Reporte Soccerway Reporte |           | Árbitro(s): Hélder Martins de Carvalho | Árbitro(s): Hélder Martins de Carvalho |

### Grupo D
| Selección                       | Pts. | PJ | PG | PE | PP | GF | GC | Dif |
| ------------------------------- | ---- | -- | -- | -- | -- | -- | -- | --- |
| Gambia                          | 10   | 6  | 3  | 1  | 2  | 9  | 7  | 2   |
| Gabón                           | 10   | 6  | 3  | 1  | 2  | 8  | 6  | 2   |
| República Democrática del Congo | 9    | 6  | 2  | 3  | 1  | 4  | 5  | −1  |
| Angola                          | 4    | 6  | 1  | 1  | 4  | 4  | 7  | −3  |

| 13 de noviembre de 2019, 20:00 (UTC+1) | Angola       | 1:3 (1:2)                     | Gambia                         | Estadio 11 de Noviembre, Luanda |                         |
|                                        | - Eduardo 3' | CAF Reporte Soccerway Reporte | - 16', 17' Ceesay - 89' Marreh | Árbitro(s): Osiase Koto         | Árbitro(s): Osiase Koto |

| 14 de noviembre de 2019, 20:00 (UTC+1) | República Democrática del Congo | 0:0                           | Gabón | Estadio de los Mártires, Kinsasa |                                 |
|                                        |                                 | CAF Reporte Soccerway Reporte |       | Árbitro(s): Hassan Mohamed Hagi  | Árbitro(s): Hassan Mohamed Hagi |

| 17 de noviembre de 2019, 20:00 (UTC+1) | Gabón                         | 2:1 (2:0)                     | Angola     | Stade de Franceville, Franceville |                             |
|                                        | - Boupendza 27' - Bouanga 45' | CAF Reporte Soccerway Reporte | - 84' Yano | Árbitro(s): Bernard Camille       | Árbitro(s): Bernard Camille |

| 18 de noviembre de 2019, 16:00 (UTC±0) | Gambia                   | 2:2 (0:1)                     | República Democrática del Congo | Estadio Independencia, Bakau |                             |
|                                        | - Danso 52' - Jobe 90+2' | CAF Reporte Soccerway Reporte | - 45+3' Bakambu - 75' Muleka    | Árbitro(s): Norman Matemera  | Árbitro(s): Norman Matemera |

| 12 de noviembre de 2020, 20:00 (UTC+1) | Gabón                         | 2:1 (1:0)                     | Gambia     | Stade de Franceville, Franceville                       |                                                         |
|                                        | - Bouanga 8' - Aubameyang 55' | CAF Reporte Soccerway Reporte | - 81' Jobe | Asistencia: 0 espectadores Árbitro(s): Kouassi Attiogbe | Asistencia: 0 espectadores Árbitro(s): Kouassi Attiogbe |

| 14 de noviembre de 2020, 20:00 (UTC+1) | República Democrática del Congo | 0:0                           | Angola | Estadio de los Mártires, Kinsasa                   |                                                    |
|                                        |                                 | CAF Reporte Soccerway Reporte |        | Asistencia: 0 espectadores Árbitro(s): Sadok Selmi | Asistencia: 0 espectadores Árbitro(s): Sadok Selmi |

| 16 de noviembre de 2020, 16:00 (UTC±0) | Gambia            | 2:1 (0:0)                     | Gabón       | Estadio Independencia, Bakau                                     |                                                                  |
|                                        | - Barrow 49', 79' | CAF Reporte Soccerway Reporte | - 89' Manga | Asistencia: 0 espectadores Árbitro(s): Pacifique Ndabihawenimana | Asistencia: 0 espectadores Árbitro(s): Pacifique Ndabihawenimana |

| 17 de noviembre de 2020, 17:00 (UTC+1) | Angola | 0:1 (0:0)                     | República Democrática del Congo | Estadio 11 de Noviembre, Luanda                     |                                                     |
|                                        |        | CAF Reporte Soccerway Reporte | - 64' Kebano                    | Asistencia: 0 espectadores Árbitro(s): Victor Gomes | Asistencia: 0 espectadores Árbitro(s): Victor Gomes |

| 25 de marzo de 2021, 16:00 (UTC±0) | Gambia       | 1:0 (0:0)                     | Angola | Estadio Independencia, Bakau |                            |
|                                    | - Ceesay 62' | CAF Reporte Soccerway Reporte |        | Árbitro(s): Raphiou Ligali   | Árbitro(s): Raphiou Ligali |

| 25 de marzo de 2021, 17:00 (UTC+1) | Gabón                                          | 3:0 (1:0)                     | República Democrática del Congo | Stade de Franceville, Franceville |                           |
|                                    | - Boupendza 44' - Bouanga 72' - Aubameyang 86' | CAF Reporte Soccerway Reporte |                                 | Árbitro(s): Janny Sikazwe         | Árbitro(s): Janny Sikazwe |

| 29 de marzo de 2021, 17:00 (UTC+1) | República Democrática del Congo | 1:0 (1:0)                     | Gambia | Estadio de los Mártires, Kinsasa |                       |
|                                    | - Kasengu 45+2' (pen.)          | CAF Reporte Soccerway Reporte |        | Árbitro(s): Amin Omar            | Árbitro(s): Amin Omar |

| 29 de marzo de 2021, 17:00 (UTC+1) | Angola                   | 2:0 (0:0)                     | Gabón | Estadio 11 de Noviembre, Luanda |                          |
|                                    | - Show 63' - Augusto 69' | CAF Reporte Soccerway Reporte |       | Árbitro(s): Ghead Grisha        | Árbitro(s): Ghead Grisha |

### Grupo E
| Selección                | Pts. | PJ | PG | PE | PP | GF | GC | Dif |
| ------------------------ | ---- | -- | -- | -- | -- | -- | -- | --- |
| Marruecos                | 14   | 6  | 4  | 2  | 0  | 10 | 1  | 9   |
| Mauritania               | 9    | 6  | 2  | 3  | 1  | 5  | 4  | 1   |
| Burundi                  | 5    | 6  | 1  | 2  | 3  | 6  | 10 | −4  |
| República Centroafricana | 4    | 6  | 1  | 1  | 4  | 5  | 11 | −6  |

| 13 de noviembre de 2019, 14:00 (UTC+1) | República Centroafricana    | 2:0 (1:0)                     | Burundi | Estadio Barthélemy Boganda, Bangui |                            |
|                                        | - Mabidé 5' - Mafouta 90+2' | CAF Reporte Soccerway Reporte |         | Árbitro(s): Anthony Ogwayo         | Árbitro(s): Anthony Ogwayo |

| 15 de noviembre de 2019, 20:00 (UTC+1) | Marruecos | 0:0                           | Mauritania | Estadio Moulay Abdellah, Rabat |                              |
|                                        |           | CAF Reporte Soccerway Reporte |            | Árbitro(s): Louis Hakizimana   | Árbitro(s): Louis Hakizimana |

| 19 de noviembre de 2019, 15:00 (UTC+2) | Burundi | 0:3 (0:2)                     | Marruecos                                   | Príncipe Louis Rwagasore, Buyumbura |                              |
|                                        |         | CAF Reporte Soccerway Reporte | - 27' Mazraoui - 39' En-Nesyri - 83' Hakimi | Árbitro(s): Maguette N'Diaye        | Árbitro(s): Maguette N'Diaye |

| 19 de noviembre de 2019, 16:00 (UTC±0) | Mauritania                       | 2:0 (1:0)                     | República Centroafricana | Estadio Cheikha Ould Boïdiya, Nuakchot |                         |
|                                        | - El Hacen 27' - Guidileye 90+1' | CAF Reporte Soccerway Reporte |                          | Árbitro(s): Sadok Selmi                | Árbitro(s): Sadok Selmi |

| 11 de noviembre de 2020, 17:00 (UTC±0) | Mauritania    | 1:1 (1:0)                     | Burundi            | Estadio Cheikha Ould Boïdiya, Nuakchot                       |                                                              |
|                                        | - N'Diaye 30' | CAF Reporte Soccerway Reporte | - 79' Ntibazonkiza | Asistencia: 0 espectadores Árbitro(s): Alhadi Allaou Mahamat | Asistencia: 0 espectadores Árbitro(s): Alhadi Allaou Mahamat |

| 13 de noviembre de 2020, 20:00 (UTC+1) | Marruecos                                             | 4:1 (3:1)                     | República Centroafricana | Estadio Mohammed V, Casablanca                       |                                                      |
|                                        | - Hakimi 10' - Ziyech 31' (pen.), 33' - Aboukhlal 64' | CAF Reporte Soccerway Reporte | - 25' Mafouta            | Asistencia: 0 espectadores Árbitro(s): Boubou Traoré | Asistencia: 0 espectadores Árbitro(s): Boubou Traoré |

| 15 de noviembre de 2020, 18:00 (UTC+2) | Burundi                                   | 3:1 (1:1)                     | Mauritania  | Príncipe Louis Rwagasore, Buyumbura                               |                                                                   |
|                                        | - Ntibazonkiza 6', 54' - Ndayishimiye 46' | CAF Reporte Soccerway Reporte | - 27' Niass | Asistencia: 0 espectadores Árbitro(s): Retselisitsoe David Molise | Asistencia: 0 espectadores Árbitro(s): Retselisitsoe David Molise |

| 17 de noviembre de 2020, 17:00 (UTC+1) | República Centroafricana | 0:2 (0:1)                     | Marruecos                      | Stade de la Reunificación, Douala, Camerún             |                                                        |
|                                        |                          | CAF Reporte Soccerway Reporte | - 39' Ziyech - 90+1' En-Nesyri | Asistencia: 0 espectadores Árbitro(s): Ahmad Heeralall | Asistencia: 0 espectadores Árbitro(s): Ahmad Heeralall |

| 26 de marzo de 2021, 15:00 (UTC+2) | Burundi                              | 2:2 (0:1)                     | República Centroafricana | Príncipe Louis Rwagasore, Buyumbura   |                                       |
|                                    | - Ntibazonkiza 59' - Nduwarugira 80' | CAF Reporte Soccerway Reporte | - 40', 53' Mafouta       | Árbitro(s): Mutaz Ibrahim Al-Shalmani | Árbitro(s): Mutaz Ibrahim Al-Shalmani |

| 26 de marzo de 2021, 19:00 (UTC±0) | Mauritania | 0:0                           | Marruecos | Estadio Cheikha Ould Boïdiya, Nuakchot |                          |
|                                    |            | CAF Reporte Soccerway Reporte |           | Árbitro(s): Joshua Bondo               | Árbitro(s): Joshua Bondo |

| 30 de marzo de 2021, 14:00 (UTC+1) | República Centroafricana | 0:1 (0:1)                     | Mauritania   | Estadio Barthélemy Boganda, Bangui |                            |
|                                    |                          | CAF Reporte Soccerway Reporte | Kamara 45+4' | Árbitro(s): Allaou Mahamat         | Árbitro(s): Allaou Mahamat |

| 30 de marzo de 2021, 20:00 (UTC+1) | Marruecos        | 1:0 (1:0)                     | Burundi | Estadio Moulay Abdellah, Rabat |                               |
|                                    | - El Haddadi 45' | CAF Reporte Soccerway Reporte |         | Árbitro(s): Blaise Yuven Ngwa  | Árbitro(s): Blaise Yuven Ngwa |

### Grupo F
| Selección  | Pts. | PJ | PG | PE | PP | GF | GC | Dif |
| ---------- | ---- | -- | -- | -- | -- | -- | -- | --- |
| Camerún    | 11   | 6  | 3  | 2  | 1  | 8  | 4  | 4   |
| Cabo Verde | 10   | 6  | 2  | 4  | 0  | 6  | 3  | 3   |
| Ruanda     | 6    | 6  | 1  | 3  | 2  | 1  | 3  | −2  |
| Mozambique | 4    | 6  | 1  | 1  | 4  | 5  | 10 | −5  |

| 13 de noviembre de 2019, 17:00 (UTC+1) | Camerún | 0:0                           | Cabo Verde | Estadio Ahmadou Ahidjo, Yaundé |                            |
|                                        |         | CAF Reporte Soccerway Reporte |            | Árbitro(s): Bakary Gassama     | Árbitro(s): Bakary Gassama |

| 14 de noviembre de 2019, 18:00 (UTC+2) | Mozambique                       | 2:0 (2:0)                     | Ruanda | Estadio do Zimpeto, Maputo |                            |
|                                        | - Mexer 28' (pen.) - Telinho 31' | CAF Reporte Soccerway Reporte |        | Árbitro(s): Raphiou Ligali | Árbitro(s): Raphiou Ligali |

| 17 de noviembre de 2019, 18:00 (UTC+2) | Ruanda | 0:1 (0:0)                     | Camerún        | Estadio Regional Nyamirambo, Kigali   |                                       |
|                                        |        | CAF Reporte Soccerway Reporte | - 71' Ngamaleu | Árbitro(s): Mutaz Ibrahim Al-Shalmani | Árbitro(s): Mutaz Ibrahim Al-Shalmani |

| 18 de noviembre de 2019, 15:00 (UTC-1) | Cabo Verde                  | 2:2 (1:1)                     | Mozambique                 | Estadio Nacional, Praia        |                                |
|                                        | - Rodrigues 6' - Mendes 57' | CAF Reporte Soccerway Reporte | - 18' Telinho - 90+2' Witi | Árbitro(s): Joseph Odey Ogabor | Árbitro(s): Joseph Odey Ogabor |

| 12 de noviembre de 2020, 17:00 (UTC-1) | Cabo Verde | 0:0                           | Ruanda | Estadio Nacional, Praia                              |                                                      |
|                                        |            | CAF Reporte Soccerway Reporte |        | Asistencia: 0 espectadores Árbitro(s): Daniel Laryea | Asistencia: 0 espectadores Árbitro(s): Daniel Laryea |

| 12 de noviembre de 2020, 17:00 (UTC+1) | Camerún                                               | 4:1 (1:0)                     | Mozambique      | Stade de la Reunificación, Douala                             |                                                               |
|                                        | - Aboubakar 37', 47' - Zambo Anguissa 56' - N'Jie 80' | CAF Reporte Soccerway Reporte | - 73' Kamo-Kamo | Asistencia: 0 espectadores Árbitro(s): Kalilou Traore Ibrahim | Asistencia: 0 espectadores Árbitro(s): Kalilou Traore Ibrahim |

| 16 de noviembre de 2020, 18:00 (UTC+2) | Mozambique | 0:2 (0:1)                     | Camerún                       | Estadio do Zimpeto, Maputo  |                             |
|                                        |            | CAF Reporte Soccerway Reporte | - 26' Aboubakar - 73' Tabekou | Árbitro(s): Bernard Camille | Árbitro(s): Bernard Camille |

| 17 de noviembre de 2020, 15:00 (UTC+2) | Ruanda | 0:0                           | Cabo Verde | Estadio Regional Nyamirambo, Kigali                          |                                                              |
|                                        |        | CAF Reporte Soccerway Reporte |            | Asistencia: 0 espectadores Árbitro(s): Andofetra Rakotojaona | Asistencia: 0 espectadores Árbitro(s): Andofetra Rakotojaona |

| 24 de marzo de 2021, 15:00 (UTC+2) | Ruanda           | 1:0 (0:0)                     | Mozambique | Estadio Regional Nyamirambo, Kigali |                     |
|                                    | - Byiringiro 70' | CAF Reporte Soccerway Reporte |            | Árbitro(s): Issa Sy                 | Árbitro(s): Issa Sy |

| 26 de marzo de 2021, 15:00 (UTC-1) | Cabo Verde                                   | 3:1 (1:1)                     | Camerún     | Estadio Nacional, Praia      |                              |
|                                    | - Cuca 24' - Bagnack 59' (a.g.) - Mendes 69' | CAF Reporte Soccerway Reporte | - 14' Kunde | Árbitro(s): Lahlou Benbraham | Árbitro(s): Lahlou Benbraham |

| 30 de marzo de 2021, 20:00 (UTC+1) | Camerún | 0:0                           | Ruanda | Estadio Japoma, Duala            |                                  |
|                                    |         | CAF Reporte Soccerway Reporte |        | Árbitro(s): Moussa Ahamadou Alou | Árbitro(s): Moussa Ahamadou Alou |

| 30 de marzo de 2021, 21:00 (UTC+2) | Mozambique | 0:1 (0:0)                     | Cabo Verde          | Estadio do Zimpeto, Maputo         |                                    |
|                                    |            | CAF Reporte Soccerway Reporte | - Bangal 58' (a.g.) | Árbitro(s): Messie Jessie Nkounkou | Árbitro(s): Messie Jessie Nkounkou |

### Grupo G
| Selección | Pts. | PJ | PG | PE | PP | GF | GC | Dif |
| --------- | ---- | -- | -- | -- | -- | -- | -- | --- |
| Egipto    | 12   | 6  | 3  | 3  | 0  | 10 | 3  | 7   |
| Comoras   | 9    | 6  | 2  | 3  | 1  | 4  | 6  | −2  |
| Kenia     | 7    | 6  | 1  | 4  | 1  | 7  | 7  | 0   |
| Togo      | 2    | 6  | 0  | 2  | 4  | 3  | 8  | −5  |

| 14 de noviembre de 2019, 16:00 (UTC±0) | Togo | 0:1 (0:0)                     | Comoras        | Estadio de Kégué, Lomé                |                                       |
|                                        |      | CAF Reporte Soccerway Reporte | - 51' Selemani | Árbitro(s): Jean Jacques Ndala Ngambo | Árbitro(s): Jean Jacques Ndala Ngambo |

| 14 de noviembre de 2019, 18:00 (UTC+2) | Egipto        | 1:1 (1:0)                     | Kenia        | Estadio Borg El Arab, Alejandría |                         |
|                                        | - Kahraba 42' | CAF Reporte Soccerway Reporte | - 67' Olunga | Árbitro(s): Sidi Alioum          | Árbitro(s): Sidi Alioum |

| 18 de noviembre de 2019, 16:00 (UTC+3) | Comoras | 0:0                           | Egipto | Estadio Deportivo Malouzini, Moroni |                            |
|                                        |         | CAF Reporte Soccerway Reporte |        | Árbitro(s): Bienvenu Sinko          | Árbitro(s): Bienvenu Sinko |

| 18 de noviembre de 2019, 19:00 (UTC+3) | Kenia       | 1:1 (1:0)                     | Togo            | Centro Internacional Moi, Nairobi |                                   |
|                                        | - Omolo 35' | CAF Reporte Soccerway Reporte | - 64' Ouro-Sama | Árbitro(s): Alhadi Allaou Mahamat | Árbitro(s): Alhadi Allaou Mahamat |

| 11 de noviembre de 2020, 17:00 (UTC+3) | Kenia      | 1:1 (0:1)                     | Comoras          | Centro Internacional Moi, Nairobi |                           |
|                                        | - Juma 65' | CAF Reporte Soccerway Reporte | - 26' M'Changama | Árbitro(s): Mutaz Ibrahim         | Árbitro(s): Mutaz Ibrahim |

| 14 de noviembre de 2020, 20:00 (UTC+2) | Egipto         | 1:0 (0:0)                     | Togo | Estadio Internacional, El Cairo |                              |
|                                        | - El Wensh 53' | CAF Reporte Soccerway Reporte |      | Árbitro(s): Louis Hakizimana    | Árbitro(s): Louis Hakizimana |

| 15 de noviembre de 2020, 17:00 (UTC+3) | Comoras                           | 2:1 (1:1)                     | Kenia         | Estadio Deportivo Malouzini, Moroni |                                   |
|                                        | - Ben Nabouhane 21' - Mattoir 49' | CAF Reporte Soccerway Reporte | - 36' Nyakeya | Árbitro(s): Bamlak Tessema Weyesa   | Árbitro(s): Bamlak Tessema Weyesa |

| 17 de noviembre de 2020, 16:00 (UTC±0) | Togo         | 1:3 (0:2)                     | Egipto                                   | Estadio de Kégué, Lomé                         |                                                |
|                                        | - Doke 90+3' | CAF Reporte Soccerway Reporte | - 18' Magdi - 32' Sherif - 52' Trézéguet | Asistencia: 0 espectadores Árbitro(s): Issa Sy | Asistencia: 0 espectadores Árbitro(s): Issa Sy |

| 25 de marzo de 2021, 16:00 (UTC+3) | Comoras | 0:0                           | Togo | Estadio Deportivo Malouzini, Moroni |                           |
|                                    |         | CAF Reporte Soccerway Reporte |      | Árbitro(s): Mashood Ssali           | Árbitro(s): Mashood Ssali |

| 25 de marzo de 2021, 19:00 (UTC+3) | Kenia          | 1:1 (0:1)                     | Egipto     | Estadio Nacional Nyayo, Nairobi      |                                      |
|                                    | - Abdallah 65' | CAF Reporte Soccerway Reporte | - 2' Magdy | Árbitro(s): Thando Helpus Ndzandzeka | Árbitro(s): Thando Helpus Ndzandzeka |

| 29 de marzo de 2021, 16:00 (UTC±0) | Togo                   | 1:2 (0:1)                     | Kenia                     | Estadio de Kégué, Lomé    |                           |
|                                    | - Eninful 90+4' (pen.) | CAF Reporte Soccerway Reporte | - 32' Abdallah - 65' Juma | Árbitro(s): Raymond Coker | Árbitro(s): Raymond Coker |

| 29 de marzo de 2021, 18:00 (UTC+2) | Egipto                                     | 4:0 (4:0)                     | Comoras | Estadio Internacional, El Cairo |                           |
|                                    | - Elneny 15' - Sherif 17', 27' - Salah 25' | CAF Reporte Soccerway Reporte |         | Árbitro(s): Boubou Traoré       | Árbitro(s): Boubou Traoré |

### Grupo H
| Selección | Pts. | PJ | PG | PE | PP | GF | GC | Dif |
| --------- | ---- | -- | -- | -- | -- | -- | -- | --- |
| Argelia   | 14   | 6  | 4  | 2  | 0  | 19 | 6  | 13  |
| Zimbabue  | 8    | 6  | 2  | 2  | 2  | 6  | 8  | −2  |
| Zambia    | 7    | 6  | 2  | 1  | 3  | 8  | 12 | −4  |
| Botsuana  | 4    | 6  | 1  | 1  | 4  | 2  | 9  | −7  |

| 14 de noviembre de 2019, 20:00 (UTC+1) | Argelia                                                                  | 5:0 (1:0)                     | Zambia | Stade Mustapha Tchaker, Blida     |                                   |
|                                        | - Bensebaini 44' - Bounedjah 68' (pen.), 90' - Belaïli 75' - Soudani 86' | CAF Reporte Soccerway Reporte |        | Árbitro(s): Bamlak Tessema Weyesa | Árbitro(s): Bamlak Tessema Weyesa |

| 15 de noviembre de 2019, 18:00 (UTC+2) | Zimbabue | 0:0                           | Botsuana | Estadio Nacional de Deportes, Harare |                                |
|                                        |          | CAF Reporte Soccerway Reporte |          | Árbitro(s): Thierry Nkurunziza       | Árbitro(s): Thierry Nkurunziza |

| 18 de noviembre de 2019, 21:00 (UTC+2) | Botsuana | 0:1 (0:1)                     | Argelia       | Estadio Nacional, Gaborone   |                              |
|                                        |          | CAF Reporte Soccerway Reporte | - 15' Belaïli | Árbitro(s): Chelanget Sabila | Árbitro(s): Chelanget Sabila |

| 19 de noviembre de 2019, 18:00 (UTC+2) | Zambia     | 1:2 (1:1)                     | Zimbabue           | Estadio Héroes Nacionales, Lusaka |                             |
|                                        | - Daka 20' | CAF Reporte Soccerway Reporte | - 11', 79' Billiat | Árbitro(s): Mahamadou Keita       | Árbitro(s): Mahamadou Keita |

| 12 de noviembre de 2020, 17:00 (UTC+2) | Zambia                      | 2:1 (1:1)                     | Botsuana       | Estadio Héroes Nacionales, Lusaka     |                                       |
|                                        | - Mwepu 45+2' - Sikombe 67' | CAF Reporte Soccerway Reporte | - 45' Orebonye | Árbitro(s): Jean Jacques Ndala Ngambo | Árbitro(s): Jean Jacques Ndala Ngambo |

| 12 de noviembre de 2020, 20:00 (UTC+1) | Argelia                                     | 3:1 (2:0)                     | Zimbabue       | Estadio 5 de julio de 1962, Argel |                           |
|                                        | - Bounedjah 31' - Feghouli 43' - Mahrez 67' | CAF Reporte Soccerway Reporte | - 80' Kadewere | Árbitro(s): Alioum Alioum         | Árbitro(s): Alioum Alioum |

| 16 de noviembre de 2020, 14:00 (UTC+2) | Zimbabue                | 2:2 (1:2)                     | Argelia                   | Estadio Nacional de Deportes, Harare   |                                        |
|                                        | - Musona 43' - Dube 82' | CAF Reporte Soccerway Reporte | - 34' Delort - 38' Mahrez | Árbitro(s): Mahmood Ali Mahmood Ismail | Árbitro(s): Mahmood Ali Mahmood Ismail |

| 16 de noviembre de 2020, 17:00 (UTC+2) | Botsuana       | 1:0 (1:0)                     | Zambia | Francistown Stadium, Francistown |                             |
|                                        | - Gaolaolwe 6' | CAF Reporte Soccerway Reporte |        | Árbitro(s): Ismael Chizinga      | Árbitro(s): Ismael Chizinga |

| 25 de marzo de 2021, 18:00 (UTC+2) | Botsuana | 0:1 (0:1)                     | Zimbabue        | Francistown Stadium, Francistown |                              |
|                                    |          | CAF Reporte Soccerway Reporte | - 14' Chikwende | Árbitro(s): Georges Gatogato     | Árbitro(s): Georges Gatogato |

| 25 de marzo de 2021, 21:00 (UTC+2) | Zambia                                    | 3:3 (1:2)                     | Argelia                         | Estadio Héroes Nacionales, Lusaka |                                 |
|                                    | - Daka pen.' (34), pen.' (80) - Chama 52' | CAF Reporte Soccerway Reporte | - 19' Ghezzal - 25' 55' Slimani | Árbitro(s): Ali Mohamed Adelaid   | Árbitro(s): Ali Mohamed Adelaid |

| 29 de marzo de 2021, 20:00 (UTC+1) | Argelia                                                                        | 5:0 (1:0)                     | Botsuana | Stade Mustapha Tchaker, Blida |                           |
|                                    | - Zeffane 24' - Feghouli 58' - Mahrez 64' (pen.) - Bounedjah 72' - Boulaya 88' | CAF Reporte Soccerway Reporte |          | Árbitro(s): Jean Ouattara     | Árbitro(s): Jean Ouattara |

| 29 de marzo de 2021, 21:00 (UTC+2) | Zimbabue | 0:2 (0:1)                     | Zambia            | Estadio Nacional de Deportes, Harare   |                                        |
|                                    |          | CAF Reporte Soccerway Reporte | - 21', 90+2' Daka | Árbitro(s): Retselisitsoe David Molise | Árbitro(s): Retselisitsoe David Molise |

### Grupo I
| Selección    | Pts. | PJ | PG | PE | PP | GF | GC | Dif |
| ------------ | ---- | -- | -- | -- | -- | -- | -- | --- |
| Senegal      | 14   | 6  | 4  | 2  | 0  | 10 | 2  | 8   |
| Guinea-Bisáu | 9    | 6  | 3  | 0  | 3  | 9  | 7  | 2   |
| Congo        | 8    | 6  | 2  | 2  | 2  | 5  | 5  | 0   |
| Suazilandia  | 2    | 6  | 0  | 2  | 4  | 3  | 13 | −10 |

| 13 de noviembre de 2019, 16:00 (UTC±0) | Guinea-Bisáu                                  | 3:0 (2:0)                     | Suazilandia | Estadio 24 de Septiembre, Bisáu  |                                  |
|                                        | - Jorginho 40' - Piqueti 45' - João Mário 73' | CAF Reporte Soccerway Reporte |             | Árbitro(s): Abdoul Ohabee Kanoso | Árbitro(s): Abdoul Ohabee Kanoso |

| 13 de noviembre de 2019, 19:00 (UTC±0) | Senegal                 | 2:0 (2:0)                     | Congo | Stade Lat-Dior, Thiès    |                          |
|                                        | - Sarr 26' - Diallo 28' | CAF Reporte Soccerway Reporte |       | Árbitro(s): Ghead Grisha | Árbitro(s): Ghead Grisha |

| 17 de noviembre de 2019, 15:00 (UTC+2) | Suazilandia | 1:4 (0:0)                     | Senegal                               | Centro Deportivo Mavuso, Manzini |                                |
|                                        | - Mamba 70' | CAF Reporte Soccerway Reporte | - 59', 66', 68' Diédhiou - 77' Ndiaye | Árbitro(s): Nehemia Shoovaleka   | Árbitro(s): Nehemia Shoovaleka |

| 17 de noviembre de 2019, 17:00 (UTC+1) | Congo                                     | 3:0 (1:0)                     | Guinea-Bisáu | Alphonse Massemba-Débat, Brazaville |                             |
|                                        | - Ibara 19' - Ganvoula 70' - Makiesse 79' | CAF Reporte Soccerway Reporte |              | Árbitro(s): Fabricio Duarte         | Árbitro(s): Fabricio Duarte |

| 11 de noviembre de 2020, 17:00 (UTC±0) | Senegal                         | 2:0 (1:0)                     | Guinea-Bisáu | Stade Lat-Dior, Thiès          |                                |
|                                        | - Mané 44' (pen.) - Nguette 74' | CAF Reporte Soccerway Reporte |              | Árbitro(s): Eric Otogo-Castane | Árbitro(s): Eric Otogo-Castane |

| 12 de noviembre de 2020, 17:00 (UTC+1) | Congo                      | 2:0 (0:0)                     | Suazilandia | Alphonse Massemba-Débat, Brazaville |                                |
|                                        | - Ibara 77' - Makiesse 81' | CAF Reporte Soccerway Reporte |             | Árbitro(s): Joseph Odey Ogabor      | Árbitro(s): Joseph Odey Ogabor |

| 15 de noviembre de 2020, 16:00 (UTC±0) | Guinea-Bisáu | 0:1 (0:0)                     | Senegal    | Estadio 24 de Septiembre, Bisáu |                         |
|                                        |              | CAF Reporte Soccerway Reporte | - 82' Mané | Árbitro(s): Adil Zourak         | Árbitro(s): Adil Zourak |

| 16 de noviembre de 2020, 14:00 (UTC+2) | Suazilandia | 0:0                           | Congo | Centro Deportivo Mavuso, Manzini |                                 |
|                                        |             | CAF Reporte Soccerway Reporte |       | Árbitro(s): Hassan Mohamed Hagi  | Árbitro(s): Hassan Mohamed Hagi |

| 26 de marzo de 2021, 15:00 (UTC+2) | Suazilandia      | 1:3 (1:2)                     | Guinea-Bisáu                        | Centro Deportivo Mavuso, Manzini |                                 |
|                                    | - Badenhorst 19' | CAF Reporte Soccerway Reporte | - 15' Djaló - 24' Semedo - 50' Pelé | Árbitro(s): Jean Claude Ishimwe  | Árbitro(s): Jean Claude Ishimwe |

| 26 de marzo de 2021, 17:00 (UTC+1) | Congo | 0:0                           | Senegal | Alphonse Massemba-Débat, Brazzaville |                              |
|                                    |       | CAF Reporte Soccerway Reporte |         | Árbitro(s): Mahmoud El Banna         | Árbitro(s): Mahmoud El Banna |

| 30 de marzo de 2021, 16:00 (UTC±0) | Senegal         | 1:1 (0:1)                     | Suazilandia  | Stade Lat-Dior, Thiès         |                               |
|                                    | - Kouyaté 90+6' | CAF Reporte Soccerway Reporte | - 9' Gamedze | Árbitro(s): Sekou Ahmed Touré | Árbitro(s): Sekou Ahmed Touré |

| 30 de marzo de 2021, 16:00 (UTC±0) | Guinea-Bisáu                               | 3:0 (1:0)                     | Congo | Estadio 24 de Septiembre, Bisáu |                             |
|                                    | - Piqueti 45+1' - Mendy 73' - Jorginho 80' | CAF Reporte Soccerway Reporte |       | Árbitro(s): Kouassi Attisso     | Árbitro(s): Kouassi Attisso |

### Grupo J
| Selección         | Pts. | PJ | PG | PE | PP | GF | GC | Dif |
| ----------------- | ---- | -- | -- | -- | -- | -- | -- | --- |
| Túnez             | 16   | 6  | 5  | 1  | 0  | 14 | 5  | 9   |
| Guinea Ecuatorial | 9    | 6  | 3  | 0  | 3  | 7  | 7  | 0   |
| Tanzania          | 7    | 6  | 2  | 1  | 3  | 5  | 6  | −1  |
| Libia             | 3    | 6  | 1  | 0  | 5  | 7  | 15 | −8  |

| 15 de noviembre de 2019, 19:00 (UTC+3) | Tanzania                     | 2:1 (0:1)                     | Guinea Ecuatorial | Uhuru Stadium, Dar es-Salam   |                               |
|                                        | - Msuva 69' - Abubakar 90+2' | CAF Reporte Soccerway Reporte | - 15' Obiang      | Árbitro(s): Imtehaz Heeralall | Árbitro(s): Imtehaz Heeralall |

| 15 de noviembre de 2019, 20:00 (UTC+1) | Túnez                               | 4:1 (2:1)                     | Libia           | Estadio Olímpico, Radès      |                              |
|                                        | - Khazri 33', 90' - Khaoui 41', 52' | CAF Reporte Soccerway Reporte | - 45+1' Elhouni | Árbitro(s): Mahmoud El Banna | Árbitro(s): Mahmoud El Banna |

| 19 de noviembre de 2019, 20:00 (UTC+1) | Guinea Ecuatorial | 0:1 (0:0)                     | Túnez        | Nuevo Estadio de Malabo, Malabo |                               |
|                                        |                   | CAF Reporte Soccerway Reporte | - 74' Khazri | Árbitro(s): Mohamed Athoumani   | Árbitro(s): Mohamed Athoumani |

| 19 de noviembre de 2019, 20:00 (UTC+1) | Libia                                | 2:1 (0:1)                     | Tanzania             | Stade Mustapha Ben Jannet, Monastir, Túnez |                              |
|                                        | - Al Warfali 68' (pen.) - Saltou 81' | CAF Reporte Soccerway Reporte | - 18' (pen.) Samatta | Árbitro(s): Ishmael Chizinga               | Árbitro(s): Ishmael Chizinga |

| 11 de noviembre de 2020, 20:00 (UTC+2) | Libia                                  | 2:3 (0:1)                     | Guinea Ecuatorial                          | Estadio Internacional, El Cairo, Egipto               |                                                       |
|                                        | - Al-Warfali 55' (pen.) - Bettamer 58' | CAF Reporte Soccerway Reporte | - 33' Miranda - 90+1' Obiang - 90+4' Obama | Asistencia: 0 espectadores Árbitro(s): Bakary Gassama | Asistencia: 0 espectadores Árbitro(s): Bakary Gassama |

| 13 de noviembre de 2020, 20:00 (UTC+1) | Túnez               | 1:0 (1:0)                     | Tanzania | Estadio Olímpico, Radès                              |                                                      |
|                                        | - Msakni 18' (pen.) | CAF Reporte Soccerway Reporte |          | Asistencia: 0 espectadores Árbitro(s): Celso Alvação | Asistencia: 0 espectadores Árbitro(s): Celso Alvação |

| 15 de noviembre de 2020, 20:00 (UTC+1) | Guinea Ecuatorial | 1:0 (1:0)                     | Libia | Estadio de Bata, Bata                                  |                                                        |
|                                        | - Salvador 27'    | CAF Reporte Soccerway Reporte |       | Asistencia: 0 espectadores Árbitro(s): Norman Matemera | Asistencia: 0 espectadores Árbitro(s): Norman Matemera |

| 17 de noviembre de 2020, 22:00 (UTC+3) | Tanzania    | 1:1 (0:1)                     | Túnez        | Estadio Nacional, Dar es-Salam                       |                                                      |
|                                        | - Salum 47' | CAF Reporte Soccerway Reporte | - 11' Khaoui | Asistencia: 0 espectadores Árbitro(s): Celso Alvação | Asistencia: 0 espectadores Árbitro(s): Celso Alvação |

| 25 de marzo de 2021, 21:00 (UTC+2) | Libia            | 2:5 (1:1)                     | Túnez                                                      | Estadio Mártires de Febrero, Bengasi |                          |
|                                    | - Ellafi 21' 54' | CAF Reporte Soccerway Reporte | - 39' Skhiri - 48' 90+3' Jaziri - 51' Dräger - 84' Slimane | Árbitro(s): Daouda Gueye             | Árbitro(s): Daouda Gueye |

| 25 de marzo de 2021, 20:00 (UTC+1) | Guinea Ecuatorial | 1:0 (0:0)                     | Tanzania | Nuevo Estadio de Malabo, Malabo |                             |
|                                    | - Nsue 90'        | CAF Reporte Soccerway Reporte |          | Árbitro(s): Bernard Camille     | Árbitro(s): Bernard Camille |

| 28 de marzo de 2021, 14:00 (UTC+1) | Túnez                          | 2:1 (1:0)                     | Guinea Ecuatorial    | Estadio Olímpico, Radès               |                                       |
|                                    | - Jaziri 4' - Akapo 52' (a.g.) | CAF Reporte Soccerway Reporte | - 88' (a.g.) Chaouat | Árbitro(s): Jean Jacques Ndala Ngambo | Árbitro(s): Jean Jacques Ndala Ngambo |

| 28 de marzo de 2021, 16:00 (UTC+3) | Tanzania      | 1:0 (1:0)                     | Libia | Estadio Nacional, Dar es-Salam  |                                 |
|                                    | - Msuva 45+2' | CAF Reporte Soccerway Reporte |       | Árbitro(s): Hassan Mohamed Hagi | Árbitro(s): Hassan Mohamed Hagi |

### Grupo K
| Selección       | Pts. | PJ | PG | PE | PP | GF | GC | Dif |
| --------------- | ---- | -- | -- | -- | -- | -- | -- | --- |
| Costa de Marfil | 13   | 6  | 4  | 1  | 1  | 11 | 5  | 6   |
| Etiopía         | 9    | 6  | 3  | 0  | 3  | 10 | 6  | 4   |
| Madagascar      | 8    | 6  | 2  | 2  | 2  | 9  | 9  | 0   |
| Níger           | 4    | 6  | 1  | 1  | 4  | 3  | 13 | −10 |

| 16 de noviembre de 2019, 16:00 (UTC+3) | Madagascar      | 1:0 (1:0)                     | Etiopía | Municipal de Mahamasina, Antananarivo |                               |
|                                        | - Raveloson 18' | CAF Reporte Soccerway Reporte |         | Árbitro(s): Sekou Ahmed Touré         | Árbitro(s): Sekou Ahmed Touré |

| 16 de noviembre de 2019, 19:00 (UTC±0) | Costa de Marfil   | 1:0 (0:0)                     | Níger | Estadio Houphouët-Boigny, Abiyán |                       |
|                                        | Kessié 68' (pen.) | CAF Reporte Soccerway Reporte |       | Árbitro(s): Joao Goma            | Árbitro(s): Joao Goma |

| 19 de noviembre de 2019, 16:00 (UTC+3) | Etiopía                      | 2:1 (2:1)                     | Costa de Marfil | Estadio Bahir Dar, Bahir Dar |                           |
|                                        | - Dagnachew 16' - Bekele 26' | CAF Reporte Soccerway Reporte | - 4' Aurier     | Árbitro(s): Celso Alvação    | Árbitro(s): Celso Alvação |

| 19 de noviembre de 2019, 17:00 (UTC+1) | Níger                     | 2:6 (1:4)                     | Madagascar                                                                                   | Estadio Gral. Seyni Kountché, Niamey |                           |
|                                        | - Wonkoye 6' - Moussa 77' | CAF Reporte Soccerway Reporte | - 10', 27' Nomenjanahary - 35' (pen.) Anicet - 38' Andriamatsinoro - 54' Voavy - 65' Mombris | Árbitro(s): Janny Sikazwe            | Árbitro(s): Janny Sikazwe |

| 12 de noviembre de 2020, 17:00 (UTC±0) | Costa de Marfil             | 2:1 (0:0)                     | Madagascar  | Estadio Nacional, Abiyán                              |                                                       |
|                                        | - Gervinho 48' - Haller 55' | CAF Reporte Soccerway Reporte | - 59' Voavy | Asistencia: 0 espectadores Árbitro(s): Haythem Guirat | Asistencia: 0 espectadores Árbitro(s): Haythem Guirat |

| 13 de noviembre de 2020, 17:00 (UTC+1) | Níger                | 1:0 (0:0)                     | Etiopía | Estadio Gral. Seyni Kountché, Niamey                 |                                                      |
|                                        | - Oumarou 73' (pen.) | CAF Reporte Soccerway Reporte |         | Asistencia: 0 espectadores Árbitro(s): Hassen Corneh | Asistencia: 0 espectadores Árbitro(s): Hassen Corneh |

| 17 de noviembre de 2020, 16:00 (UTC+3) | Madagascar  | 1:1 (0:1)                     | Costa de Marfil      | Estadio Barikadimy, Toamasina                       |                                                     |
|                                        | - Amada 51' | CAF Reporte Soccerway Reporte | - 15' (penal) Kessie | Asistencia: 0 espectadores Árbitro(s): Gehad Grisha | Asistencia: 0 espectadores Árbitro(s): Gehad Grisha |

| 17 de noviembre de 2020, 16:00 (UTC+3) | Etiopía                                        | 3:0 (2:0)                     | Níger | Estadio Bahir Dar, Bahir Dar                          |                                                       |
|                                        | - Gebremichael 13' - Mohammed 43' - Kebede 70' | CAF Reporte Soccerway Reporte |       | Asistencia: 0 espectadores Árbitro(s): Williams Daudu | Asistencia: 0 espectadores Árbitro(s): Williams Daudu |

| 24 de marzo de 2021, 16:00 (UTC+3) | Etiopía                                                   | 4:0 (3:0)                     | Madagascar | Estadio Bahir Dar, Bahir Dar |                         |
|                                    | - Gebremichael 19' - Kebede 34' - Nassir 41' - Bekele 86' | CAF Reporte Soccerway Reporte |            | Árbitro(s): Sidi Alioum      | Árbitro(s): Sidi Alioum |

| 26 de marzo de 2021, 16:00 (UTC±0) | Níger | 0:3 (0:2)                     | Costa de Marfil                       | Estadio de Kégué, Lomé, Togo |                          |
|                                    |       | CAF Reporte Soccerway Reporte | - 25' Aurier - 34' Gradel - 60' Kanon | Árbitro(s): Dahane Beida     | Árbitro(s): Dahane Beida |

| 30 de marzo de 2021, 13:00 (UTC±0) | Costa de Marfil                             | 3:1 (2:0)                     | Etiopía    | Estadio Nacional, Abiyán |                          |
|                                    | - Boly 3' - Kessié 19' (pen.) - Kouassi 76' | CAF Reporte Soccerway Reporte | Kebede 74' | Árbitro(s): Charles Bulu | Árbitro(s): Charles Bulu |

| 30 de marzo de 2021, 16:00 (UTC+3) | Madagascar | 0:0                           | Níger | Estadio Barikadimy, Toamasina  |                                |
|                                    |            | CAF Reporte Soccerway Reporte |       | Árbitro(s): Eric Otogo-Castane | Árbitro(s): Eric Otogo-Castane |

### Grupo L
| Selección    | Pts. | PJ | PG | PE | PP | GF | GC | Dif |
| ------------ | ---- | -- | -- | -- | -- | -- | -- | --- |
| Nigeria      | 14   | 6  | 4  | 2  | 0  | 14 | 7  | 7   |
| Sierra Leona | 7    | 6  | 1  | 4  | 1  | 6  | 6  | 0   |
| Benín        | 7    | 6  | 2  | 1  | 3  | 3  | 4  | −1  |
| Lesoto       | 3    | 6  | 0  | 3  | 3  | 3  | 9  | −6  |

| 13 de noviembre de 2019, 16:00 (UTC±0) | Sierra Leona | 1:1 (0:0)                     | Lesoto           | Estadio Nacional, Freetown                           |                                                      |
|                                        | - Quee 72'   | CAF Reporte Soccerway Reporte | - 90' Thaba-Ntšo | Asistencia: 0 espectadores Árbitro(s): Jean Ouattara | Asistencia: 0 espectadores Árbitro(s): Jean Ouattara |

| 13 de noviembre de 2019, 17:00 (UTC+1) | Nigeria                           | 2:1 (1:1)                     | Benín          | Internacional Godswill Akpabio, Uyo |                     |
|                                        | - Osimhen 45+1' (pen.) - Kalu 62' | CAF Reporte Soccerway Reporte | - 3' Sessegnon | Árbitro(s): Issa Sy                 | Árbitro(s): Issa Sy |

| 17 de noviembre de 2019, 14:00 (UTC+1) | Benín        | 1:0 (1:0)                     | Sierra Leona | Estadio Charles de Gaulle, Porto Novo |                                  |
|                                        | - Dossou 28' | CAF Reporte Soccerway Reporte |              | Árbitro(s): Jean-Marc Ganamandji      | Árbitro(s): Jean-Marc Ganamandji |

| 17 de noviembre de 2019, 18:00 (UTC+2) | Lesoto                             | 2:4 (1:2)                     | Nigeria                                        | Estadio Setsoto, Maseru  |                          |
|                                        | - Masoabi 11' - Awaziem 90' (a.g.) | CAF Reporte Soccerway Reporte | - 26' Iwobi - 38' Chukwueze - 75', 85' Osimhen | Árbitro(s): Joshua Bondo | Árbitro(s): Joshua Bondo |

| 13 de noviembre de 2020, 17:00 (UTC+1) | Nigeria                                       | 4:4 (4:1)                     | Sierra Leona                             | Estadio Samuel Ogbemudia, Ciudad de Benín |                               |
|                                        | - Iwobi 4', 27' - Osimhen 21' - Chukwueze 29' | CAF Reporte Soccerway Reporte | - 41' Quee - 72', 86' Kamara - 80' Bundu | Árbitro(s): Gilbert Cheruiyot             | Árbitro(s): Gilbert Cheruiyot |

| 14 de noviembre de 2020, 17:00 (UTC+1) | Benín        | 1:0 (1:0)                     | Lesoto | Estadio Charles de Gaulle, Porto Novo |                           |
|                                        | - Dossou 24' | CAF Reporte Soccerway Reporte |        | Árbitro(s): Janny Sikazwe             | Árbitro(s): Janny Sikazwe |

| 17 de noviembre de 2020, 15:00 (UTC+2) | Lesoto | 0:0                           | Benín | Estadio Setsoto, Maseru           |                                   |
|                                        |        | CAF Reporte Soccerway Reporte |       | Árbitro(s): Chelangat Ali Sabilla | Árbitro(s): Chelangat Ali Sabilla |

| 17 de noviembre de 2020, 16:00 (UTC±0) | Sierra Leona | 0:0                           | Nigeria | Estadio Nacional, Freetown    |                               |
|                                        |              | CAF Reporte Soccerway Reporte |         | Árbitro(s): Mehdi Abid Charef | Árbitro(s): Mehdi Abid Charef |

| 27 de marzo de 2021, 15:00 (UTC+2) | Lesoto | 0:0                           | Sierra Leona | Estadio Setsoto, Maseru           |                                   |
|                                    |        | CAF Reporte Soccerway Reporte |              | Árbitro(s): Andofetra Rakotojaona | Árbitro(s): Andofetra Rakotojaona |

| 27 de marzo de 2021, 17:00 (UTC+1) | Benín | 0:1 (0:0)                     | Nigeria         | Estadio Charles de Gaulle, Porto Novo |                            |
|                                    |       | CAF Reporte Soccerway Reporte | - 90+3' Onuachu | Árbitro(s): Redouane Jayed            | Árbitro(s): Redouane Jayed |

| 30 de marzo de 2021, 17:00 (UTC+1) | Nigeria                                 | 3:0 (1:0)                     | Lesoto | Estadio Teslim Balogun, Lagos |                             |
|                                    | - Osimhen 23' - Etebo 50' - Onuachu 83' | CAF Reporte Soccerway Reporte |        | Árbitro(s): Fabricio Duarte   | Árbitro(s): Fabricio Duarte |

| 15 de junio de 2021, 16:00 (UTC±0) | Sierra Leona | 1:0 (1:0)                     | Benín | Estadio del 28 de Septiembre, Conakri, Guinea |                                |
|                                    | - Kamara 19' | CAF Reporte Soccerway Reporte |       | Árbitro(s): Joseph Odey Ogabor                | Árbitro(s): Joseph Odey Ogabor |

## Clasificados
| Bandera de Camerún    | Bandera de Senegal    | Bandera de Argelia    | Bandera de Mali       | Bandera de Túnez      | Bandera de Burkina Faso | Bandera de Guinea    | Bandera de Egipto    |
| Camerún               | Senegal               | Argelia               | Malí                  | Túnez                 | Burkina Faso            | Guinea               | Egipto               |
| Organizador           | 1.° Grupo I           | 1.° Grupo H           | 1.° Grupo A           | 1.° Grupo J           | 1.° Grupo B             | 2.° Grupo A          | 1.° Grupo G          |
| Clasificado: 30/11/18 | Clasificado: 15/11/20 | Clasificado: 16/11/20 | Clasificado: 17/11/20 | Clasificado: 17/11/20 | Clasificado: 24/3/21    | Clasificado: 24/3/21 | Clasificado: 25/3/21 |

| Bandera de Comoras   | Bandera de Gambia    | Bandera de Gabón     | Bandera de Ghana     | Bandera de Guinea Ecuatorial | Bandera de Zimbabue  | Bandera de Marruecos | Bandera de Costa de Marfil |
| Comoras              | Gambia               | Gabón                | Ghana                | Guinea Ecuatorial            | Zimbabue             | Marruecos            | Costa de Marfil            |
| 2.° Grupo G          | 1.° Grupo D          | 2.° Grupo D          | 1.° Grupo C          | 2.° Grupo J                  | 2.° Grupo H          | 1.° Grupo E          | 1.° Grupo K                |
| Clasificado: 25/3/21 | Clasificado: 25/3/21 | Clasificado: 25/3/21 | Clasificado: 25/3/21 | Clasificado: 25/3/21         | Clasificado: 25/3/21 | Clasificado: 26/3/21 | Clasificado: 26/3/21       |

| Bandera de Nigeria   | Bandera de Sudán     | Bandera de Malaui    | Bandera de Etiopía   | Bandera de Mauritania | Bandera de Guinea-Bisáu | Bandera de Cabo Verde | Bandera de Sierra Leona |
| Nigeria              | Sudán                | Malaui               | Etiopía              | Mauritania            | Guinea-Bisáu            | Cabo Verde            | Sierra Leona            |
| 1.° Grupo L          | 2.° Grupo C          | 2.° Grupo B          | 2.° Grupo K          | 2.° Grupo E           | 2.° Grupo I             | 2.º Grupo F           | 2.º Grupo L             |
| Clasificado: 27/3/21 | Clasificado: 28/3/21 | Clasificado: 29/3/21 | Clasificado: 30/3/21 | Clasificado: 30/3/21  | Clasificado: 30/3/21    | Clasificado: 30/3/21  | Clasificado: 15/6/21    |